# Nicholas Allen

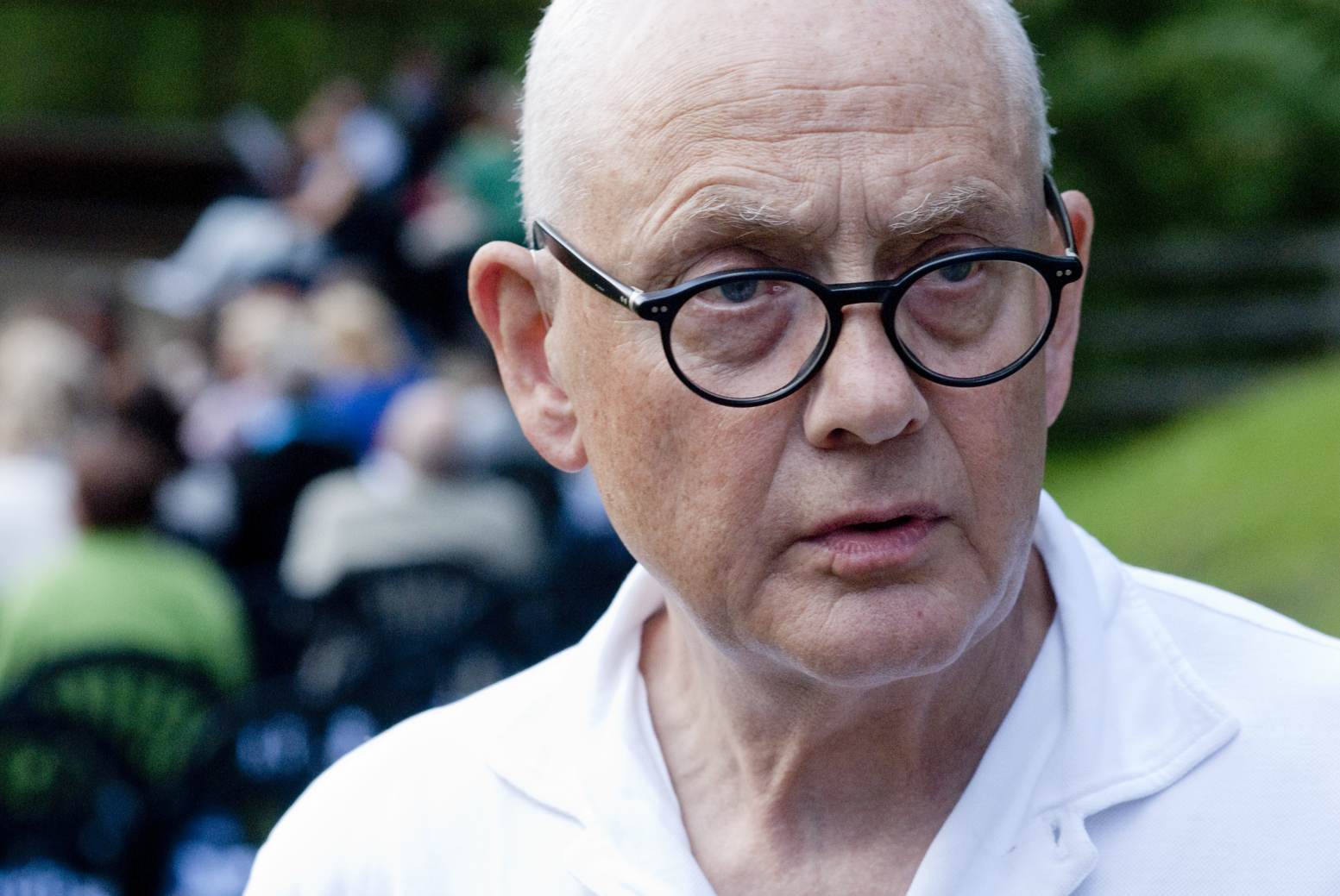
Bei Shakespeare in Styria, 2014

Nicholas „Nick“ Allen (* 1947 in Leeds, England) ist ein britisch-österreichischer Theaterpädagoge, Schauspieler und Regisseur. Er ist Mitgründer von Shakespeare in Styria und lebt in Wien.

## Leben
Nach dem Besuch der Rugby School studierte Allen kurz an der Sussex University. 1966 kam er nach Wien um seine Studien der Musik und Darstellenden Kunst fortzusetzen. Im Jahr darauf wurde er vom Vienna’s English Theatre (VET) als Schauspieler engagiert und blieb – mit einer Unterbrechung von drei Jahren – in verschiedenen Funktionen in dieser Institution bis zu seiner Pensionierung im Jahr 2009. Von 1971 bis 1994 war er für das englischsprachige Tourneeprogramm des VET in österreichischen Schulen verantwortlich, welches später auch in Süddeutschland, Südtirol, in der Schweiz und der Tschechoslowakei auftrat. Dieses Projekt wurde vom Bundesministerium für Unterricht und Kunst gefördert. Während am Beginn des Projekts alljährlich eine Produktion vor rund 15.000 Schülern gespielt wurde, waren es am Ende seiner Dienstperiode fünf parallel laufende Produktionen in Englisch und Französisch, die von rund 220.000 Schülern in fünf Ländern gesehen wurden.
Von 1994 bis 1997 arbeitete Allen in der Schulbuchabteilung des British Book Shops in Wien. Danach kehrte er ans Vienna’s English Theatre zurück und wurde mit einem neuen Projekt beauftragt. Er entwickelte englischsprachige Theaterworkshops für österreichische Schulen, bereiste wiederum ganz Österreich und viele Schulen in Süddeutschland und übernahm schließlich auch Aufgaben der Lehrerfortbildung. 2001 entwickelte er ein neues Workshop-Format, in dem er die britische Kunst des Streitgespräches vermittelte. Diese Workshops führt er nach wie vor durch.
Gemeinsam mit dem Schriftsteller und Journalisten Rudolph J. Wojta gründete er im Jahr 2002 Shakespeare in Styria, eine jährliche Freiluftaufführung eines Shakespeare-Stückes in der steirischen Stadt Murau. Das Projekt begann bescheiden als Sprachtrainingsprogramm für Lehrer und Schüler, allerdings von Anbeginn mit englischsprachigen Schauspielern, und entwickelte sich Schritt für Schritt zu einem überregional wahrgenommenem kleinen Sommerfestspiel mit professionellen Darstellern. 2013 wurde erstmals in deutscher Sprache gespielt. 2014 inszenierte Allen – gemeinsam mit der US-amerikanischen Fechtlehrerin, Stuntwoman und Schauspielerin Roberta Brown – Shakespeares Julius Cäsar in Murau.
Seit 2005 engagiert sich Allen in den Landesgruppen Steiermark und Wien der SoHo, einer sozialdemokratischen Arbeitsgemeinschaft für die Gleichberechtigung von Lesben, Schwulen, Bisexuellen und Transgender-Personen.

## Auszeichnungen
- 1991 Österreichisches Ehrenkreuz für Wissenschaft und Kunst
- 2001 Zuerkennung der österreichischen Staatsbürgerschaft ehrenhalber
- 2013 Berufstitel Professor, verliehen vom Präsidenten der Republik
- 2014 Goldene Ehrennadel der Stadt Murau